# Trumbauersville (Pensilvania)
Trumbauersville es un borough ubicado en el condado de Bucks en el estado estadounidense de Pensilvania. En el año 2000 tenía una población de 1,059 habitantes y una densidad poblacional de 956 personas por km².

## Geografía
Trumbauersville se encuentra ubicado en las coordenadas 40°24′41″N 75°22′54″O / 40.41139, -75.38167.
De acuerdo a la Oficina del Censo de los Estados Unidos, el burgo tiene un área total de 1,1 kilómetros cuadrados, todos tierra. El sitio web del burgo es http://www.trumbauersville.org

## Demografía
Según el censo del 2000, había 1.059 personas, 374 hogares, y 305 familias residiendo en el burgo. La densidad de población era de 950,9 personas por kilómetros cuadrado. Había 382 unidades de vivienda a una densidad promedio de 343,0/km². La conformación racial del burgo era 97,92% Blanco, 0,57% Afroamericano, 0,66% Asiático, 0,47% de otras razas, y 0,38% de dos o más razas. Hispanos o Latinos de cualquier raza eran el 0,85% de la población.
Había 374 hogares de los cuales 39,8% tenían niños menores de 18 años viviendo en ellos, 69,0% eran parejas casadas viviendo juntos, 7,8% tenían a una mujer cabeza de familia sin la presencia del marido, y 18,4% no eran familias. 13,6% de todos los hogares estaban conformados por una sola persona y 4,5% tenían a alguien de 65 o mayor viviendo solo. El tamaño promedio de un hogar era 2,82 a el tamaño promedio de una familia era 3,07.
En el borough la población estaba esparcida con 26,3% menores de 18 años, 6,6% de 18 a 24, 32,5% de 25 a 44, 23,2% de 45 a 64, y 11,4% de 65 años o mayores. La edad promedio era 37 años. Por cada 100 mujeres había 96,8 hombres. Por cada 100 mujeres de 18 años o mayores, había 93,1 hombres.
El ingreso medio de un hogar en el borough era $52.250, y el ingreso medio de una familia era $60.000. Los hombres tenían un ingreso medio de $38.125 contra $30.441 de las mujeres. La renta per cápita del burgo era $20.778. Alrededor del 1,9% de las familias y 5,6% de la población estaba por debajo de la línea de pobreza, incluyendo al 5,9% de los menores de 18 años y 4,9% de las personas de 65 años o mayores.

## Historia
Trumbauersville fue incorporado en 1908 y celebró su centenario el 2 de mayo de 2008.